# كنز الذهب في قيسارية

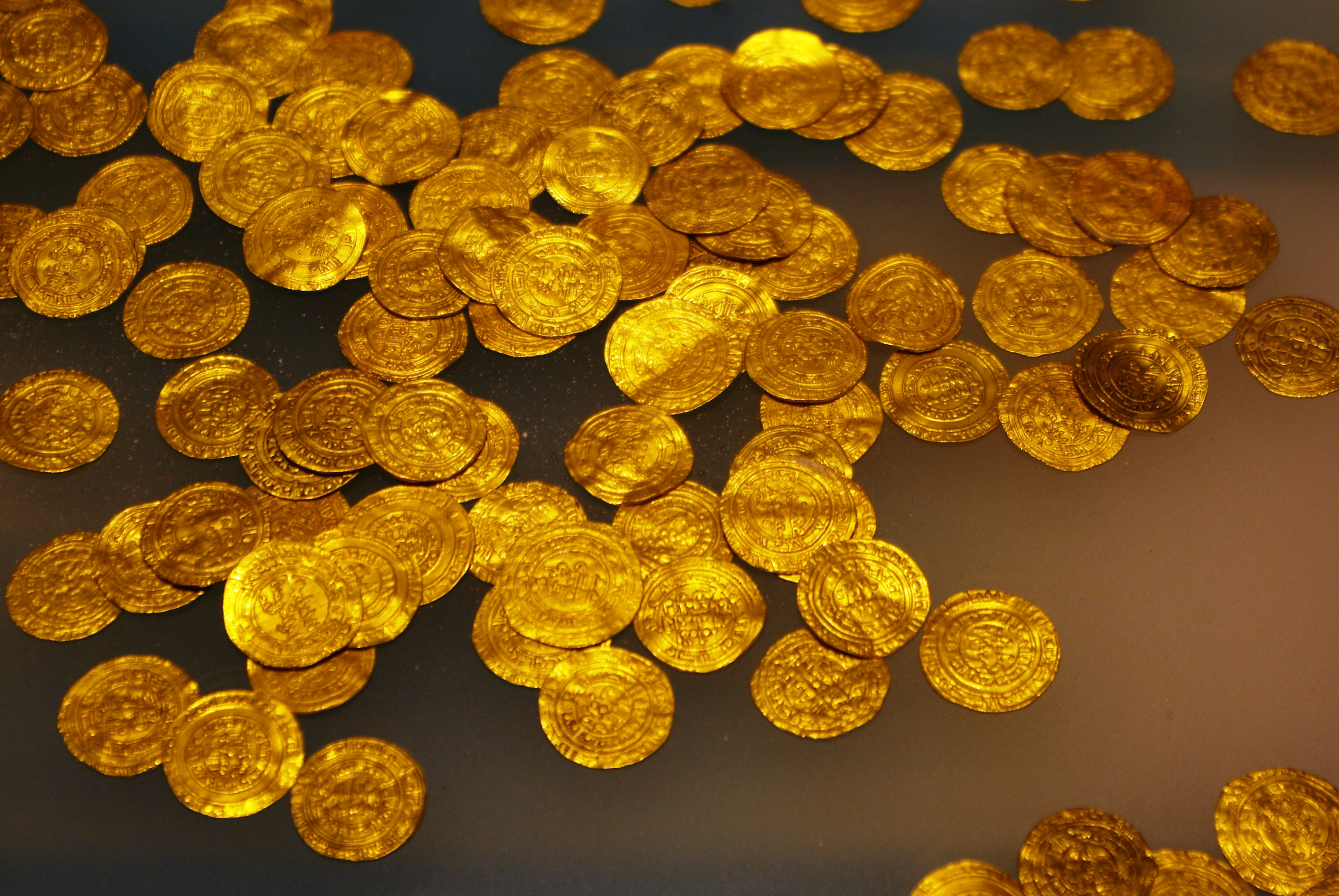
بعض العملات الذهبية التي اكتُشفَت في عام 2015 والتي يبلغ عددها حوالي 2000 عملة.

كنز الذهب في قيسارية هي حوالي 2000 قطعة نقدية اكتُشفَت في عام 2015 في ميناء قيسارية القديم في الجزء المحتل من فلسطين (إسرائيل). يعود تاريخها في الغالب إلى العصر الفاطمي، وبشكل أكثر دقة أُنشئَت في عهد الخليفة الحاكم (996-1021) وابنه وخليفته الظاهر (1021-1036). وأقدم عملة معدنية جاءت من باليرمو في النصف الثاني من القرن التاسع. حيث كانت تحت حكم الفاطميين.

## الاكتشاف
في نهاية كانون الثاني 2015، عثر خمسة غواصين إسرائيليين هواة على "كنز من الذهب" قبالة سواحل قيسارية، كما ذكرت صحيفة زود دويتشه تسايتونج. وكان الغواصون الستة، كما أشار موقع ناشيونال جيوغرافيك، هم يوآف لافي، وزفيكا فاير، وكوبي توينا، وأفيفيت فيشلر، وجويل ميلر، وشاي ميلنر. وأبلغ رئيس نادي الغوص على الفور وحدة الآثار البحرية في سلطة الآثار الإسرائيلية عن الاكتشاف. وقد أطلق على هذا الاكتشاف اسم أكبر اكتشاف لعملة معدنية في إسرائيل، لكنه لم يذكر سوى خمسة غواصين فقط (كان شاي ميلنر مفقودًا هنا).

## المحتوى
عُثر على حوالي 2000 قطعة نقدية يبلغ وزنها الإجمالي 9 كجم في قاع الميناء. يعود تاريخ هذا الاكتشاف إلى عهد الفاطميين، وهي سلالة شيعية إسماعيلية سيطرت على مناطق واسعة بين شمال غرب أفريقيا ومنطقة الفرات بين عامي 909 و1171.
أقدم عملة هي ربع دينار والتي سُكت في باليرمو، حيث كانت تابعة للدولة الفاطمية في ذلك الوقت. وقد تم سك أغلب العملات المعدنية في مصر وفلسطين وأماكن أخرى في شمال أفريقيا في عهد الخليفتين الفاطميين الحاكم وابنه وخليفته الظاهر.
العملات المعدنية هي دنانير ونصف دينار وربع دينار بأحجام وأوزان مختلفة. وبحسب التحقيقات الأولية فإن وزنها 24 قيراطًا ونقاء 95. ٪. يبدو أن بعض العملات المعدنية سُكت في أوقات أحدث قليلًا من الأخرى، بينما تم اختبار البعض الآخر عن طريق العضات، والتي يمكن التعرف على آثارها. كانت هذه العملات الثمينة تُستخدم عادةً في المعاملات الرسمية، وكانت قدرتها الشرائية أعلى بكثير من الاحتياجات اليومية. ربما كان من المقرر استخدام هذه العملات المعدنية في فدية السجناء، وكانت هناك أيضًا تكهنات حول دفع الأجور.